# Рікардо Прадо
Рікардо Прадо (порт. Ricardo Prado, 3 січня 1965) — бразильський плавець.
Призер Олімпійських Ігор 1984 року, учасник 1980 року.
Чемпіон світу з водних видів спорту 1982 року.
Переможець Пантихоокеанського чемпіонату з плавання 1985 року.
Переможець Панамериканських ігор 1983 року, призер 1987 року.
Переможець літньої Універсіади 1985 року, призер 1983 року.